# UEFA Nations League 2020/21 Divisie B
De UEFA Nations League 2020/21 Divisie B was de tweede divisie van UEFA Nations League. Het toernooi, dat de vriendschappelijk duels vervangt, begon in september 2020 en eindigde in november 2020. De winnaars van de vier groepen van deze divisie promoveerden naar divisie A, het hoogste niveau. Daarbij degradeerden de nummer laatst van de vier groepen naar divisie C. Aan dit toernooi deden de 16 landen mee die op basis van de eindstand van het seizoen 2018/19 waren ingedeeld. Ten opzichte van het voorgaande seizoen was het aantal landen van deze divisie gewijzigd van 12 in 16, hierdoor was er geen degradatie maar promoveerden Bosnië en Herzegovina, Denemarken, Oekraïne en Zweden naar divisie A. Deze vier landen werden vervangen door Finland, Noorwegen, Servië en Schotland. Door de wijzigingen promoveerden ook Bulgarije, Hongarije, Israël en Roemenië naar deze divisie. Hierbij werden de landen die zouden degraderen onder de landen die promoveerden geplaatst, maar voor de landen die ook promoveerden na de wijzigingen.

## Beslissingscriteria
Als twee of meer landen in de groep gelijk eindigen, met evenveel punten, dan gelden de volgende criteria om te bepalen welk landen boven de ander eindigt:
1. Hoogste aantal punten verkregen bij de onderlinge wedstrijden tussen de teams;
2. Doelsaldo verkregen bij de onderlinge wedstrijden tussen de gelijk eindigende teams (als er meer dan twee teams gelijk staan);
3. Hoogste aantal gescoorde doelpunten verkregen bij de onderlinge wedstrijden tussen de teams (als er meer dan twee teams gelijk staan);
4. Hoogste aantal gescoorde uitdoelpunten verkregen bij de onderlinge wedstrijden tussen de teams
5. Als er na criteria 1 tot en met 4 nog steeds landen gelijk staan dan gelden de volgende criteria:
6. Doelsaldo in alle groepswedstrijden;
7. Aantal doelpunten gescoord in alle groepswedstrijden;
8. Aantal uitdoelpunten gescoord in alle groepswedstrijden;
9. Aantal overwinningen in alle groepswedstrijden;
10. Aantal uitoverwinningen in alle groepswedstrijden;
11. Fair-Playklassement van het toernooi (1 punt voor een enkele gele kaart, 3 punten voor een rode kaart ten gevolge van 2 gele kaarten, 3 punten voor een directe rode kaart, 4 punten voor een gele kaart gevolgd door een directe rode kaart);
12. Positie op de UEFA-coëfficiëntenranglijst;

## Deelnemende landen
De loting vond plaats op 3 maart 2020 in Amsterdam, Nederland..
| Team          | / † / * | Plaats |
| ------------- | ------- | ------ |
| Rusland       |         | 17     |
| Oostenrijk PO |         | 18     |
| Wales         |         | 19     |
| Tsjechië PO   |         | 20     |

| Team      | / † / *  | Plaats |
| --------- | -------- | ------ |
| Schotland | Gestegen | 21     |
| Noorwegen | Gestegen | 22     |
| Servië    | Gestegen | 23     |
| Finland   | Gestegen | 24     |

| Team          | / † / * | Plaats |
| ------------- | ------- | ------ |
| Slowakije     | †       | 25     |
| Turkije       | †       | 26     |
| Ierland       | †       | 27     |
| Noord-Ierland | †       | 28     |

| Team      | / † / * | Plaats |
| --------- | ------- | ------ |
| Bulgarije | *       | 29     |
| Israël    | *       | 30     |
| Hongarije | *       | 31     |
| Roemenië  | *       | 32     |

| Legenda  |                                                            |
| Gestegen | Gepromoveerd naar een hogere divisie.                      |
| †        | In dezelfde divisie gebleven na degradatie na wijzigingen. |
| *        | Gepromoveerd naar een hogere divisie na wijzigingen.       |
|          | Gepromoveerd naar een hogere divisie.                      |
|          | Gedegradeerd naar een lagere divisie.                      |
| PO       | Gekwalificeerd voor play-off voor WK 2022.                 |

## Groepen en wedstrijden

### Groep 1
| Pos | Team          | Wed | W | G | V | Ptn | DV | DT | +/− | Promotie of degradatie    |       | Vlag van Oostenrijk | Vlag van Noorwegen | Vlag van Roemenië | Vlag van Noord-Ierland |
| --- | ------------- | --- | - | - | - | --- | -- | -- | --- | ------------------------- | ----- | ------------------- | ------------------ | ----------------- | ---------------------- |
| 1   | Oostenrijk    | 6   | 4 | 1 | 1 | 13  | 9  | 6  | +3  | Promotie naar divisie A   |       |                     | 1 – 1              | 2 – 3             | 2 – 1                  |
| 2   | Noorwegen     | 6   | 3 | 1 | 2 | 10  | 12 | 7  | +5  |                           |       | 1 – 2               |                    | 4 – 0             | 1 – 0                  |
| 3   | Roemenië      | 6   | 2 | 2 | 2 | 8   | 8  | 9  | −1  |                           | 0 – 1 | 3 – 0 r             |                    | 1 – 1             |                        |
| 4   | Noord-Ierland | 6   | 0 | 2 | 4 | 2   | 4  | 11 | −7  | Degradatie naar divisie C |       | 0 – 1               | 1 – 5              | 1 – 1             |                        |

Wedstrijden
|                                                   |            |         |                                     |                                                                                   |
| 4 september 2020 «onderlinge duels» 20.45 (UTC+2) | Noorwegen  | 1 – 2   | Oostenrijk                          | Stadion: Ullevaalstadion, Oslo Toeschouwers: 0 Scheidsrechter: Mattias Gestranius |
| 4 september 2020 «onderlinge duels» 20.45 (UTC+2) | Håland 66' | Verslag | 35' Gregoritsch 54' (pen.) Sabitzer | Stadion: Ullevaalstadion, Oslo Toeschouwers: 0 Scheidsrechter: Mattias Gestranius |
| 4 september 2020 «onderlinge duels» 20.45 (UTC+2) |            |         |                                     | Stadion: Ullevaalstadion, Oslo Toeschouwers: 0 Scheidsrechter: Mattias Gestranius |
| 4 september 2020 «onderlinge duels» 20.45 (UTC+2) |            |         |                                     | Stadion: Ullevaalstadion, Oslo Toeschouwers: 0 Scheidsrechter: Mattias Gestranius |
|                                                   |            |         |                                     |                                                                                   |

|                                                   |            |         |                             |                                                                                       |
| 4 september 2020 «onderlinge duels» 21.45 (UTC+3) | Roemenië   | 1 – 1   | Noord-Ierland               | Stadion: Arena Națională, Boekarest Toeschouwers: 0 Scheidsrechter: François Letexier |
| 4 september 2020 «onderlinge duels» 21.45 (UTC+3) | Pușcaș 25' | Verslag | 13', 39' Magennis 86' Whyte | Stadion: Arena Națională, Boekarest Toeschouwers: 0 Scheidsrechter: François Letexier |
| 4 september 2020 «onderlinge duels» 21.45 (UTC+3) |            |         |                             | Stadion: Arena Națională, Boekarest Toeschouwers: 0 Scheidsrechter: François Letexier |
| 4 september 2020 «onderlinge duels» 21.45 (UTC+3) |            |         |                             | Stadion: Arena Națională, Boekarest Toeschouwers: 0 Scheidsrechter: François Letexier |
|                                                   |            |         |                             |                                                                                       |

|                                                   |               |         |                                                |                                                                                   |
| 7 september 2020 «onderlinge duels» 19.45 (UTC+1) | Noord-Ierland | 1 – 5   | Noorwegen                                      | Stadion: Windsor Park, Belfast Toeschouwers: 0 Scheidsrechter: Bartosz Frankowski |
| 7 september 2020 «onderlinge duels» 19.45 (UTC+1) | McNair 6'     | Verslag | 2' Elyounoussi 7', 58' Håland 19', 47' Sørloth | Stadion: Windsor Park, Belfast Toeschouwers: 0 Scheidsrechter: Bartosz Frankowski |
| 7 september 2020 «onderlinge duels» 19.45 (UTC+1) |               |         |                                                | Stadion: Windsor Park, Belfast Toeschouwers: 0 Scheidsrechter: Bartosz Frankowski |
| 7 september 2020 «onderlinge duels» 19.45 (UTC+1) |               |         |                                                | Stadion: Windsor Park, Belfast Toeschouwers: 0 Scheidsrechter: Bartosz Frankowski |
|                                                   |               |         |                                                |                                                                                   |

|                                                   |                             |         |                                 |                                                                                     |
| 7 september 2020 «onderlinge duels» 20.45 (UTC+2) | Oostenrijk                  | 2 – 3   | Roemenië                        | Stadion: Wörtherseestadion, Klagenfurt Toeschouwers: 0 Scheidsrechter: Glenn Nyberg |
| 7 september 2020 «onderlinge duels» 20.45 (UTC+2) | Baumgartner 17' Onisiwo 81' | Verslag | 3' Alibec 51' Grigore 70' Maxim | Stadion: Wörtherseestadion, Klagenfurt Toeschouwers: 0 Scheidsrechter: Glenn Nyberg |
| 7 september 2020 «onderlinge duels» 20.45 (UTC+2) |                             |         |                                 | Stadion: Wörtherseestadion, Klagenfurt Toeschouwers: 0 Scheidsrechter: Glenn Nyberg |
| 7 september 2020 «onderlinge duels» 20.45 (UTC+2) |                             |         |                                 | Stadion: Wörtherseestadion, Klagenfurt Toeschouwers: 0 Scheidsrechter: Glenn Nyberg |
|                                                   |                             |         |                                 |                                                                                     |

|                                                  |                                  |         |          |                                                                                |
| 11 oktober 2020 «onderlinge duels» 18.00 (UTC+2) | Noorwegen                        | 4 – 0   | Roemenië | Stadion: Ullevaalstadion, Oslo Toeschouwers: 200 Scheidsrechter: Ivan Kružliak |
| 11 oktober 2020 «onderlinge duels» 18.00 (UTC+2) | Håland 13', 64', 74' Sørloth 39' | Verslag |          | Stadion: Ullevaalstadion, Oslo Toeschouwers: 200 Scheidsrechter: Ivan Kružliak |
| 11 oktober 2020 «onderlinge duels» 18.00 (UTC+2) |                                  |         |          | Stadion: Ullevaalstadion, Oslo Toeschouwers: 200 Scheidsrechter: Ivan Kružliak |
| 11 oktober 2020 «onderlinge duels» 18.00 (UTC+2) |                                  |         |          | Stadion: Ullevaalstadion, Oslo Toeschouwers: 200 Scheidsrechter: Ivan Kružliak |
|                                                  |                                  |         |          |                                                                                |

|                                                  |               |         |                 |                                                                                 |
| 11 oktober 2020 «onderlinge duels» 19.45 (UTC+1) | Noord-Ierland | 0 – 1   | Oostenrijk      | Stadion: Windsor Park, Belfast Toeschouwers: 600 Scheidsrechter: Petr Ardeleánu |
| 11 oktober 2020 «onderlinge duels» 19.45 (UTC+1) |               | Verslag | 42' Gregoritsch | Stadion: Windsor Park, Belfast Toeschouwers: 600 Scheidsrechter: Petr Ardeleánu |
| 11 oktober 2020 «onderlinge duels» 19.45 (UTC+1) |               |         |                 | Stadion: Windsor Park, Belfast Toeschouwers: 600 Scheidsrechter: Petr Ardeleánu |
| 11 oktober 2020 «onderlinge duels» 19.45 (UTC+1) |               |         |                 | Stadion: Windsor Park, Belfast Toeschouwers: 600 Scheidsrechter: Petr Ardeleánu |
|                                                  |               |         |                 |                                                                                 |

|                                                  |                   |         |               |                                                                                |
| 14 oktober 2020 «onderlinge duels» 20.45 (UTC+2) | Noorwegen         | 1 – 0   | Noord-Ierland | Stadion: Ullevaalstadion, Oslo Toeschouwers: 200 Scheidsrechter: Kristo Tohver |
| 14 oktober 2020 «onderlinge duels» 20.45 (UTC+2) | Dallas 68' (e.d.) | Verslag |               | Stadion: Ullevaalstadion, Oslo Toeschouwers: 200 Scheidsrechter: Kristo Tohver |
| 14 oktober 2020 «onderlinge duels» 20.45 (UTC+2) |                   |         |               | Stadion: Ullevaalstadion, Oslo Toeschouwers: 200 Scheidsrechter: Kristo Tohver |
| 14 oktober 2020 «onderlinge duels» 20.45 (UTC+2) |                   |         |               | Stadion: Ullevaalstadion, Oslo Toeschouwers: 200 Scheidsrechter: Kristo Tohver |
|                                                  |                   |         |               |                                                                                |

|                                                  |          |         |            |                                                                                      |
| 14 oktober 2020 «onderlinge duels» 21.45 (UTC+3) | Roemenië | 0 – 1   | Oostenrijk | Stadion: Ilie Oanăstadion, Ploiești Toeschouwers: 0 Scheidsrechter: Daniel Stefański |
| 14 oktober 2020 «onderlinge duels» 21.45 (UTC+3) |          | Verslag | 76' Schöpf | Stadion: Ilie Oanăstadion, Ploiești Toeschouwers: 0 Scheidsrechter: Daniel Stefański |
| 14 oktober 2020 «onderlinge duels» 21.45 (UTC+3) |          |         |            | Stadion: Ilie Oanăstadion, Ploiești Toeschouwers: 0 Scheidsrechter: Daniel Stefański |
| 14 oktober 2020 «onderlinge duels» 21.45 (UTC+3) |          |         |            | Stadion: Ilie Oanăstadion, Ploiești Toeschouwers: 0 Scheidsrechter: Daniel Stefański |
|                                                  |          |         |            |                                                                                      |

|                                                   |                      |         |               |                                                                                      |
| 15 november 2020 «onderlinge duels» 20.45 (UTC+1) | Oostenrijk           | 2 – 1   | Noord-Ierland | Stadion: Ernst Happelstadion, Wenen Toeschouwers: 0 Scheidsrechter: Maurizio Mariani |
| 15 november 2020 «onderlinge duels» 20.45 (UTC+1) | Schaub 81' Grbić 87' | Verslag | 75' Magennis  | Stadion: Ernst Happelstadion, Wenen Toeschouwers: 0 Scheidsrechter: Maurizio Mariani |
| 15 november 2020 «onderlinge duels» 20.45 (UTC+1) |                      |         |               | Stadion: Ernst Happelstadion, Wenen Toeschouwers: 0 Scheidsrechter: Maurizio Mariani |
| 15 november 2020 «onderlinge duels» 20.45 (UTC+1) |                      |         |               | Stadion: Ernst Happelstadion, Wenen Toeschouwers: 0 Scheidsrechter: Maurizio Mariani |
|                                                   |                      |         |               |                                                                                      |

|                                                   |          |                  |           |                                                                   |
| 15 november 2020 «onderlinge duels» 21.45 (UTC+2) | Roemenië | 3 – 0 r Afgelast | Noorwegen | Stadion: Arena Națională, Boekarest Scheidsrechter: Ali Palabıyık |
| 15 november 2020 «onderlinge duels» 21.45 (UTC+2) | Verslag  |                  |           | Stadion: Arena Națională, Boekarest Scheidsrechter: Ali Palabıyık |
| 15 november 2020 «onderlinge duels» 21.45 (UTC+2) |          |                  |           | Stadion: Arena Națională, Boekarest Scheidsrechter: Ali Palabıyık |
| 15 november 2020 «onderlinge duels» 21.45 (UTC+2) |          |                  |           | Stadion: Arena Națională, Boekarest Scheidsrechter: Ali Palabıyık |
|                                                   |          |                  |           |                                                                   |

|                                                 |               |         |              |                                                                                   |
| 18 november 2020 «onderlinge duels» 19.45 (UTC) | Noord-Ierland | 1 – 1   | Roemenië     | Stadion: Windsor Park, Belfast Toeschouwers: 1.060 Scheidsrechter: Sandro Schärer |
| 18 november 2020 «onderlinge duels» 19.45 (UTC) | Boyce 56'     | Verslag | 81' Bicfalvi | Stadion: Windsor Park, Belfast Toeschouwers: 1.060 Scheidsrechter: Sandro Schärer |
| 18 november 2020 «onderlinge duels» 19.45 (UTC) |               |         |              | Stadion: Windsor Park, Belfast Toeschouwers: 1.060 Scheidsrechter: Sandro Schärer |
| 18 november 2020 «onderlinge duels» 19.45 (UTC) |               |         |              | Stadion: Windsor Park, Belfast Toeschouwers: 1.060 Scheidsrechter: Sandro Schärer |
|                                                 |               |         |              |                                                                                   |

|                                                   |             |         |           |                                                                                    |
| 18 november 2020 «onderlinge duels» 20.45 (UTC+1) | Oostenrijk  | 1 – 1   | Noorwegen | Stadion: Ernst Happelstadion, Wenen Toeschouwers: 0 Scheidsrechter: Benoît Bastien |
| 18 november 2020 «onderlinge duels» 20.45 (UTC+1) | Grbić 90+4' | Verslag | 61' Zahid | Stadion: Ernst Happelstadion, Wenen Toeschouwers: 0 Scheidsrechter: Benoît Bastien |
| 18 november 2020 «onderlinge duels» 20.45 (UTC+1) |             |         |           | Stadion: Ernst Happelstadion, Wenen Toeschouwers: 0 Scheidsrechter: Benoît Bastien |
| 18 november 2020 «onderlinge duels» 20.45 (UTC+1) |             |         |           | Stadion: Ernst Happelstadion, Wenen Toeschouwers: 0 Scheidsrechter: Benoît Bastien |
|                                                   |             |         |           |                                                                                    |

### Groep 2
| Pos | Team      | Wed | W | G | V | Ptn | DV | DT | +/− | Promotie of degradatie    |       | Vlag van Tsjechië | Vlag van Schotland | Vlag van Israël | Vlag van Slowakije |
| --- | --------- | --- | - | - | - | --- | -- | -- | --- | ------------------------- | ----- | ----------------- | ------------------ | --------------- | ------------------ |
| 1   | Tsjechië  | 6   | 4 | 0 | 2 | 12  | 9  | 5  | +4  | Promotie naar divisie A   |       |                   | 1 – 2              | 1 – 0           | 2 – 0              |
| 2   | Schotland | 6   | 3 | 1 | 2 | 10  | 5  | 4  | +1  |                           |       | 1 – 0             |                    | 1 – 1           | 1 – 0              |
| 3   | Israël    | 6   | 2 | 2 | 2 | 8   | 7  | 7  | 0   |                           | 1 – 2 | 1 – 0             |                    | 1 – 1           |                    |
| 4   | Slowakije | 6   | 1 | 1 | 4 | 4   | 5  | 10 | −5  | Degradatie naar divisie C |       | 1 – 3             | 1 – 0              | 2 – 3           |                    |

Wedstrijden
|                                                   |                     |         |            |                                                                              |
| 4 september 2020 «onderlinge duels» 19.45 (UTC+1) | Schotland           | 1 – 1   | Israël     | Stadion: Hampden Park, Glasgow Toeschouwers: 0 Scheidsrechter: Slavko Vinčić |
| 4 september 2020 «onderlinge duels» 19.45 (UTC+1) | Christie 45' (pen.) | Verslag | 73' Zahavi | Stadion: Hampden Park, Glasgow Toeschouwers: 0 Scheidsrechter: Slavko Vinčić |
| 4 september 2020 «onderlinge duels» 19.45 (UTC+1) |                     |         |            | Stadion: Hampden Park, Glasgow Toeschouwers: 0 Scheidsrechter: Slavko Vinčić |
| 4 september 2020 «onderlinge duels» 19.45 (UTC+1) |                     |         |            | Stadion: Hampden Park, Glasgow Toeschouwers: 0 Scheidsrechter: Slavko Vinčić |
|                                                   |                     |         |            |                                                                              |

|                                                   |             |         |                                           |                                                                                    |
| 4 september 2020 «onderlinge duels» 20.45 (UTC+2) | Slowakije   | 1 – 3   | Tsjechië                                  | Stadion: Tehelné pole, Bratislava Toeschouwers: 0 Scheidsrechter: Andris Treimanis |
| 4 september 2020 «onderlinge duels» 20.45 (UTC+2) | Schranz 88' | Verslag | 48' Coufal 53' (pen.) Dočkal 86' Krmenčík | Stadion: Tehelné pole, Bratislava Toeschouwers: 0 Scheidsrechter: Andris Treimanis |
| 4 september 2020 «onderlinge duels» 20.45 (UTC+2) |             |         |                                           | Stadion: Tehelné pole, Bratislava Toeschouwers: 0 Scheidsrechter: Andris Treimanis |
| 4 september 2020 «onderlinge duels» 20.45 (UTC+2) |             |         |                                           | Stadion: Tehelné pole, Bratislava Toeschouwers: 0 Scheidsrechter: Andris Treimanis |
|                                                   |             |         |                                           |                                                                                    |

|                                                   |               |         |           |                                                                                   |
| 7 september 2020 «onderlinge duels» 21.45 (UTC+3) | Israël        | 1 – 1   | Slowakije | Stadion: Netanjastadion, Netanja Toeschouwers: 0 Scheidsrechter: Nikola Dabanović |
| 7 september 2020 «onderlinge duels» 21.45 (UTC+3) | Elmkies 90+1' | Verslag | 14' Ďuriš | Stadion: Netanjastadion, Netanja Toeschouwers: 0 Scheidsrechter: Nikola Dabanović |
| 7 september 2020 «onderlinge duels» 21.45 (UTC+3) |               |         |           | Stadion: Netanjastadion, Netanja Toeschouwers: 0 Scheidsrechter: Nikola Dabanović |
| 7 september 2020 «onderlinge duels» 21.45 (UTC+3) |               |         |           | Stadion: Netanjastadion, Netanja Toeschouwers: 0 Scheidsrechter: Nikola Dabanović |
|                                                   |               |         |           |                                                                                   |

|                                                   |           |         |                               |                                                                                   |
| 7 september 2020 «onderlinge duels» 20.45 (UTC+2) | Tsjechië  | 1 – 2   | Schotland                     | Stadion: Andrův stadion, Olomouc Toeschouwers: 0 Scheidsrechter: Serdar Gözübüyük |
| 7 september 2020 «onderlinge duels» 20.45 (UTC+2) | Pešek 12' | Verslag | 27' Dykes 52' (pen.) Christie | Stadion: Andrův stadion, Olomouc Toeschouwers: 0 Scheidsrechter: Serdar Gözübüyük |
| 7 september 2020 «onderlinge duels» 20.45 (UTC+2) |           |         |                               | Stadion: Andrův stadion, Olomouc Toeschouwers: 0 Scheidsrechter: Serdar Gözübüyük |
| 7 september 2020 «onderlinge duels» 20.45 (UTC+2) |           |         |                               | Stadion: Andrův stadion, Olomouc Toeschouwers: 0 Scheidsrechter: Serdar Gözübüyük |
|                                                   |           |         |                               |                                                                                   |

|                                                  |            |         |                                |                                                                                 |
| 11 oktober 2020 «onderlinge duels» 21.45 (UTC+3) | Israël     | 1 – 2   | Tsjechië                       | Stadion: Sammy Oferstadion, Haifa Toeschouwers: 0 Scheidsrechter: Tiago Martins |
| 11 oktober 2020 «onderlinge duels» 21.45 (UTC+3) | Zahavi 56' | Verslag | 14' (e.d.) Abu Hanna 48' Vydra | Stadion: Sammy Oferstadion, Haifa Toeschouwers: 0 Scheidsrechter: Tiago Martins |
| 11 oktober 2020 «onderlinge duels» 21.45 (UTC+3) |            |         |                                | Stadion: Sammy Oferstadion, Haifa Toeschouwers: 0 Scheidsrechter: Tiago Martins |
| 11 oktober 2020 «onderlinge duels» 21.45 (UTC+3) |            |         |                                | Stadion: Sammy Oferstadion, Haifa Toeschouwers: 0 Scheidsrechter: Tiago Martins |
|                                                  |            |         |                                |                                                                                 |

|                                                  |           |         |           |                                                                             |
| 11 oktober 2020 «onderlinge duels» 19.45 (UTC+1) | Schotland | 1 – 0   | Slowakije | Stadion: Hampden Park, Glasgow Toeschouwers: 0 Scheidsrechter: Davide Massa |
| 11 oktober 2020 «onderlinge duels» 19.45 (UTC+1) | Dykes 54' | Verslag |           | Stadion: Hampden Park, Glasgow Toeschouwers: 0 Scheidsrechter: Davide Massa |
| 11 oktober 2020 «onderlinge duels» 19.45 (UTC+1) |           |         |           | Stadion: Hampden Park, Glasgow Toeschouwers: 0 Scheidsrechter: Davide Massa |
| 11 oktober 2020 «onderlinge duels» 19.45 (UTC+1) |           |         |           | Stadion: Hampden Park, Glasgow Toeschouwers: 0 Scheidsrechter: Davide Massa |
|                                                  |           |         |           |                                                                             |

|                                                  |           |         |          |                                                                               |
| 14 oktober 2020 «onderlinge duels» 19.45 (UTC+1) | Schotland | 1 – 0   | Tsjechië | Stadion: Hampden Park, Glasgow Toeschouwers: 299 Scheidsrechter: Felix Zwayer |
| 14 oktober 2020 «onderlinge duels» 19.45 (UTC+1) | Fraser 6' | Verslag |          | Stadion: Hampden Park, Glasgow Toeschouwers: 299 Scheidsrechter: Felix Zwayer |
| 14 oktober 2020 «onderlinge duels» 19.45 (UTC+1) |           |         |          | Stadion: Hampden Park, Glasgow Toeschouwers: 299 Scheidsrechter: Felix Zwayer |
| 14 oktober 2020 «onderlinge duels» 19.45 (UTC+1) |           |         |          | Stadion: Hampden Park, Glasgow Toeschouwers: 299 Scheidsrechter: Felix Zwayer |
|                                                  |           |         |          |                                                                               |

|                                                  |                    |         |                      |                                                                                                  |
| 14 oktober 2020 «onderlinge duels» 20.45 (UTC+2) | Slowakije          | 2 – 3   | Israël               | Stadion: Štadión Antona Malatinského, Trnava Toeschouwers: 0 Scheidsrechter: Alejandro Hernández |
| 14 oktober 2020 «onderlinge duels» 20.45 (UTC+2) | Hamšík 16' Mak 38' | Verslag | 68', 76', 89' Zahavi | Stadion: Štadión Antona Malatinského, Trnava Toeschouwers: 0 Scheidsrechter: Alejandro Hernández |
| 14 oktober 2020 «onderlinge duels» 20.45 (UTC+2) |                    |         |                      | Stadion: Štadión Antona Malatinského, Trnava Toeschouwers: 0 Scheidsrechter: Alejandro Hernández |
| 14 oktober 2020 «onderlinge duels» 20.45 (UTC+2) |                    |         |                      | Stadion: Štadión Antona Malatinského, Trnava Toeschouwers: 0 Scheidsrechter: Alejandro Hernández |
|                                                  |                    |         |                      |                                                                                                  |

|                                                   |            |         |           |                                                                                            |
| 15 november 2020 «onderlinge duels» 15.00 (UTC+1) | Slowakije  | 1 – 0   | Schotland | Stadion: Štadión Antona Malatinského, Trnava Toeschouwers: 0 Scheidsrechter: István Kovács |
| 15 november 2020 «onderlinge duels» 15.00 (UTC+1) | Greguš 32' | Verslag |           | Stadion: Štadión Antona Malatinského, Trnava Toeschouwers: 0 Scheidsrechter: István Kovács |
| 15 november 2020 «onderlinge duels» 15.00 (UTC+1) |            |         |           | Stadion: Štadión Antona Malatinského, Trnava Toeschouwers: 0 Scheidsrechter: István Kovács |
| 15 november 2020 «onderlinge duels» 15.00 (UTC+1) |            |         |           | Stadion: Štadión Antona Malatinského, Trnava Toeschouwers: 0 Scheidsrechter: István Kovács |
|                                                   |            |         |           |                                                                                            |

|                                                   |           |         |             |                                                                                      |
| 15 november 2020 «onderlinge duels» 20.45 (UTC+1) | Tsjechië  | 1 – 0   | Israël      | Stadion: Stadion města Plzně, Pilsen Toeschouwers: 0 Scheidsrechter: Srđan Jovanović |
| 15 november 2020 «onderlinge duels» 20.45 (UTC+1) | Darida 7' | Verslag | 82' Elhamed | Stadion: Stadion města Plzně, Pilsen Toeschouwers: 0 Scheidsrechter: Srđan Jovanović |
| 15 november 2020 «onderlinge duels» 20.45 (UTC+1) |           |         |             | Stadion: Stadion města Plzně, Pilsen Toeschouwers: 0 Scheidsrechter: Srđan Jovanović |
| 15 november 2020 «onderlinge duels» 20.45 (UTC+1) |           |         |             | Stadion: Stadion města Plzně, Pilsen Toeschouwers: 0 Scheidsrechter: Srđan Jovanović |
|                                                   |           |         |             |                                                                                      |

|                                                   |             |         |           |                                                                                   |
| 18 november 2020 «onderlinge duels» 21.45 (UTC+2) | Israël      | 1 – 0   | Schotland | Stadion: Netanjastadion, Netanja Toeschouwers: 0 Scheidsrechter: Paweł Raczkowski |
| 18 november 2020 «onderlinge duels» 21.45 (UTC+2) | Solomon 44' | Verslag |           | Stadion: Netanjastadion, Netanja Toeschouwers: 0 Scheidsrechter: Paweł Raczkowski |
| 18 november 2020 «onderlinge duels» 21.45 (UTC+2) |             |         |           | Stadion: Netanjastadion, Netanja Toeschouwers: 0 Scheidsrechter: Paweł Raczkowski |
| 18 november 2020 «onderlinge duels» 21.45 (UTC+2) |             |         |           | Stadion: Netanjastadion, Netanja Toeschouwers: 0 Scheidsrechter: Paweł Raczkowski |
|                                                   |             |         |           |                                                                                   |

|                                                   |                         |         |           |                                                                                   |
| 18 november 2020 «onderlinge duels» 20.45 (UTC+1) | Tsjechië                | 2 – 0   | Slowakije | Stadion: Stadion města Plzně, Pilsen Toeschouwers: 0 Scheidsrechter: Cüneyt Çakır |
| 18 november 2020 «onderlinge duels» 20.45 (UTC+1) | Souček 17' Ondrášek 55' | Verslag |           | Stadion: Stadion města Plzně, Pilsen Toeschouwers: 0 Scheidsrechter: Cüneyt Çakır |
| 18 november 2020 «onderlinge duels» 20.45 (UTC+1) |                         |         |           | Stadion: Stadion města Plzně, Pilsen Toeschouwers: 0 Scheidsrechter: Cüneyt Çakır |
| 18 november 2020 «onderlinge duels» 20.45 (UTC+1) |                         |         |           | Stadion: Stadion města Plzně, Pilsen Toeschouwers: 0 Scheidsrechter: Cüneyt Çakır |
|                                                   |                         |         |           |                                                                                   |

### Groep 3
| Pos | Team      | Wed | W | G | V | Ptn | DV | DT | +/− | Promotie of degradatie    |       | Vlag van Hongarije | Vlag van Rusland | Vlag van Servië | Vlag van Turkije |
| --- | --------- | --- | - | - | - | --- | -- | -- | --- | ------------------------- | ----- | ------------------ | ---------------- | --------------- | ---------------- |
| 1   | Hongarije | 6   | 3 | 2 | 1 | 11  | 7  | 4  | +3  | Promotie naar divisie A   |       |                    | 2 – 3            | 1 – 1           | 2 – 0            |
| 2   | Rusland   | 6   | 2 | 2 | 2 | 8   | 9  | 12 | −3  |                           |       | 0 – 0              |                  | 3 – 1           | 1 – 1            |
| 3   | Servië    | 6   | 1 | 3 | 2 | 6   | 9  | 7  | +2  |                           | 0 – 1 | 5 – 0              |                  | 0 – 0           |                  |
| 4   | Turkije   | 6   | 1 | 3 | 2 | 6   | 6  | 8  | −2  | Degradatie naar divisie C |       | 0 – 1              | 3 – 2            | 2 – 2           |                  |

1. 1 2  Gelijk in head-to-head punten (2) en doelsaldo (0). Head-to-head uitdoelpunten: Servië 2, Turkije 0.

Wedstrijden
|                                                   |                                       |         |                 |                                                                           |
| 3 september 2020 «onderlinge duels» 21.45 (UTC+3) | Rusland                               | 3 – 1   | Servië          | Stadion: VTB Arena, Moskou Toeschouwers: 0 Scheidsrechter: William Collum |
| 3 september 2020 «onderlinge duels» 21.45 (UTC+3) | Dzjoeba 48' (pen.), 81' Karavajev 69' | Verslag | 78' A. Mitrović | Stadion: VTB Arena, Moskou Toeschouwers: 0 Scheidsrechter: William Collum |
| 3 september 2020 «onderlinge duels» 21.45 (UTC+3) |                                       |         |                 | Stadion: VTB Arena, Moskou Toeschouwers: 0 Scheidsrechter: William Collum |
| 3 september 2020 «onderlinge duels» 21.45 (UTC+3) |                                       |         |                 | Stadion: VTB Arena, Moskou Toeschouwers: 0 Scheidsrechter: William Collum |
|                                                   |                                       |         |                 |                                                                           |

|                                                   |         |         |                |                                                                                        |
| 3 september 2020 «onderlinge duels» 21.45 (UTC+3) | Turkije | 0 – 1   | Hongarije      | Stadion: Yeni 4 Eylül Stadion, Sivas Toeschouwers: 0 Scheidsrechter: Artur Soares Dias |
| 3 september 2020 «onderlinge duels» 21.45 (UTC+3) |         | Verslag | 80' Szoboszlai | Stadion: Yeni 4 Eylül Stadion, Sivas Toeschouwers: 0 Scheidsrechter: Artur Soares Dias |
| 3 september 2020 «onderlinge duels» 21.45 (UTC+3) |         |         |                | Stadion: Yeni 4 Eylül Stadion, Sivas Toeschouwers: 0 Scheidsrechter: Artur Soares Dias |
| 3 september 2020 «onderlinge duels» 21.45 (UTC+3) |         |         |                | Stadion: Yeni 4 Eylül Stadion, Sivas Toeschouwers: 0 Scheidsrechter: Artur Soares Dias |
|                                                   |         |         |                |                                                                                        |

|                                                   |                        |         |                                           |                                                                                   |
| 6 september 2020 «onderlinge duels» 18.00 (UTC+2) | Hongarije              | 2 – 3   | Rusland                                   | Stadion: Puskás Aréna, Boedapest Toeschouwers: 0 Scheidsrechter: Maurizio Mariani |
| 6 september 2020 «onderlinge duels» 18.00 (UTC+2) | Sallai 62' Nikolić 70' | Verslag | 15' Mirantsjoek 34' Ozdojev 46' Fernandes | Stadion: Puskás Aréna, Boedapest Toeschouwers: 0 Scheidsrechter: Maurizio Mariani |
| 6 september 2020 «onderlinge duels» 18.00 (UTC+2) |                        |         |                                           | Stadion: Puskás Aréna, Boedapest Toeschouwers: 0 Scheidsrechter: Maurizio Mariani |
| 6 september 2020 «onderlinge duels» 18.00 (UTC+2) |                        |         |                                           | Stadion: Puskás Aréna, Boedapest Toeschouwers: 0 Scheidsrechter: Maurizio Mariani |
|                                                   |                        |         |                                           |                                                                                   |

|                                                   |                    |         |         |                                                                                       |
| 6 september 2020 «onderlinge duels» 20.45 (UTC+2) | Servië             | 0 – 0   | Turkije | Stadion: Rode Sterstadion, Belgrado Toeschouwers: 0 Scheidsrechter: Aleksej Koelbakov |
| 6 september 2020 «onderlinge duels» 20.45 (UTC+2) | Kolarov 45+2', 49' | Verslag |         | Stadion: Rode Sterstadion, Belgrado Toeschouwers: 0 Scheidsrechter: Aleksej Koelbakov |
| 6 september 2020 «onderlinge duels» 20.45 (UTC+2) |                    |         |         | Stadion: Rode Sterstadion, Belgrado Toeschouwers: 0 Scheidsrechter: Aleksej Koelbakov |
| 6 september 2020 «onderlinge duels» 20.45 (UTC+2) |                    |         |         | Stadion: Rode Sterstadion, Belgrado Toeschouwers: 0 Scheidsrechter: Aleksej Koelbakov |
|                                                   |                    |         |         |                                                                                       |

|                                                  |                 |         |             |                                                                          |
| 11 oktober 2020 «onderlinge duels» 21.45 (UTC+3) | Rusland         | 1 – 1   | Turkije     | Stadion: VTB Arena, Moskou Toeschouwers: 5.019 Scheidsrechter: Matej Jug |
| 11 oktober 2020 «onderlinge duels» 21.45 (UTC+3) | Mirantsjoek 28' | Verslag | 62' Karaman | Stadion: VTB Arena, Moskou Toeschouwers: 5.019 Scheidsrechter: Matej Jug |
| 11 oktober 2020 «onderlinge duels» 21.45 (UTC+3) |                 |         |             | Stadion: VTB Arena, Moskou Toeschouwers: 5.019 Scheidsrechter: Matej Jug |
| 11 oktober 2020 «onderlinge duels» 21.45 (UTC+3) |                 |         |             | Stadion: VTB Arena, Moskou Toeschouwers: 5.019 Scheidsrechter: Matej Jug |
|                                                  |                 |         |             |                                                                          |

|                                                  |        |         |             |                                                                                    |
| 11 oktober 2020 «onderlinge duels» 20.45 (UTC+2) | Servië | 0 – 1   | Hongarije   | Stadion: Rode Sterstadion, Belgrado Toeschouwers: 0 Scheidsrechter: Sandro Schärer |
| 11 oktober 2020 «onderlinge duels» 20.45 (UTC+2) |        | Verslag | 20' Könyves | Stadion: Rode Sterstadion, Belgrado Toeschouwers: 0 Scheidsrechter: Sandro Schärer |
| 11 oktober 2020 «onderlinge duels» 20.45 (UTC+2) |        |         |             | Stadion: Rode Sterstadion, Belgrado Toeschouwers: 0 Scheidsrechter: Sandro Schärer |
| 11 oktober 2020 «onderlinge duels» 20.45 (UTC+2) |        |         |             | Stadion: Rode Sterstadion, Belgrado Toeschouwers: 0 Scheidsrechter: Sandro Schärer |
|                                                  |        |         |             |                                                                                    |

|                                                  |         |       |           |                                                                               |
| 14 oktober 2020 «onderlinge duels» 21.45 (UTC+3) | Rusland | 0 – 0 | Hongarije | Stadion: VTB Arena, Moskou Toeschouwers: 4.821 Scheidsrechter: Michael Oliver |
| 14 oktober 2020 «onderlinge duels» 21.45 (UTC+3) | Verslag |       |           | Stadion: VTB Arena, Moskou Toeschouwers: 4.821 Scheidsrechter: Michael Oliver |
| 14 oktober 2020 «onderlinge duels» 21.45 (UTC+3) |         |       |           | Stadion: VTB Arena, Moskou Toeschouwers: 4.821 Scheidsrechter: Michael Oliver |
| 14 oktober 2020 «onderlinge duels» 21.45 (UTC+3) |         |       |           | Stadion: VTB Arena, Moskou Toeschouwers: 4.821 Scheidsrechter: Michael Oliver |
|                                                  |         |       |           |                                                                               |

|                                                  |                                            |         |                                             |                                                                                            |
| 14 oktober 2020 «onderlinge duels» 21.45 (UTC+3) | Turkije                                    | 2 – 2   | Servië                                      | Stadion: Türk Telekom Stadyumu, Istanboel Toeschouwers: 519 Scheidsrechter: Georgi Kabakov |
| 14 oktober 2020 «onderlinge duels» 21.45 (UTC+3) | Çalhanoğlu 57' Tufan 76' Yılmaz 44', 90+1' | Verslag | 22' Milinković-Savić 49' (pen.) A. Mitrović | Stadion: Türk Telekom Stadyumu, Istanboel Toeschouwers: 519 Scheidsrechter: Georgi Kabakov |
| 14 oktober 2020 «onderlinge duels» 21.45 (UTC+3) |                                            |         |                                             | Stadion: Türk Telekom Stadyumu, Istanboel Toeschouwers: 519 Scheidsrechter: Georgi Kabakov |
| 14 oktober 2020 «onderlinge duels» 21.45 (UTC+3) |                                            |         |                                             | Stadion: Türk Telekom Stadyumu, Istanboel Toeschouwers: 519 Scheidsrechter: Georgi Kabakov |
|                                                  |                                            |         |                                             |                                                                                            |

|                                                   |                                        |         |                                           |                                                                                               |
| 15 november 2020 «onderlinge duels» 20.00 (UTC+3) | Turkije                                | 3 – 2   | Rusland                                   | Stadion: Şükrü Saracoğlustadion, Istanboel Toeschouwers: 812 Scheidsrechter: Szymon Marciniak |
| 15 november 2020 «onderlinge duels» 20.00 (UTC+3) | Karaman 26' Ünder 32' Tosun 52' (pen.) | Verslag | 11' Tsjerysjev 24' Semjonov 57' Koezjajev | Stadion: Şükrü Saracoğlustadion, Istanboel Toeschouwers: 812 Scheidsrechter: Szymon Marciniak |
| 15 november 2020 «onderlinge duels» 20.00 (UTC+3) |                                        |         |                                           | Stadion: Şükrü Saracoğlustadion, Istanboel Toeschouwers: 812 Scheidsrechter: Szymon Marciniak |
| 15 november 2020 «onderlinge duels» 20.00 (UTC+3) |                                        |         |                                           | Stadion: Şükrü Saracoğlustadion, Istanboel Toeschouwers: 812 Scheidsrechter: Szymon Marciniak |
|                                                   |                                        |         |                                           |                                                                                               |

|                                                   |            |         |              |                                                                               |
| 15 november 2020 «onderlinge duels» 20.45 (UTC+1) | Hongarije  | 1 – 1   | Servië       | Stadion: Puskás Aréna, Boedapest Toeschouwers: 0 Scheidsrechter: Glenn Nyberg |
| 15 november 2020 «onderlinge duels» 20.45 (UTC+1) | Kalmár 39' | Verslag | 17' Radonjić | Stadion: Puskás Aréna, Boedapest Toeschouwers: 0 Scheidsrechter: Glenn Nyberg |
| 15 november 2020 «onderlinge duels» 20.45 (UTC+1) |            |         |              | Stadion: Puskás Aréna, Boedapest Toeschouwers: 0 Scheidsrechter: Glenn Nyberg |
| 15 november 2020 «onderlinge duels» 20.45 (UTC+1) |            |         |              | Stadion: Puskás Aréna, Boedapest Toeschouwers: 0 Scheidsrechter: Glenn Nyberg |
|                                                   |            |         |              |                                                                               |

|                                                   |                       |         |         |                                                                                |
| 18 november 2020 «onderlinge duels» 20.45 (UTC+1) | Hongarije             | 2 – 0   | Turkije | Stadion: Puskás Aréna, Boedapest Toeschouwers: 0 Scheidsrechter: Ivan Kružliak |
| 18 november 2020 «onderlinge duels» 20.45 (UTC+1) | Sigér 57' Varga 90+5' | Verslag |         | Stadion: Puskás Aréna, Boedapest Toeschouwers: 0 Scheidsrechter: Ivan Kružliak |
| 18 november 2020 «onderlinge duels» 20.45 (UTC+1) |                       |         |         | Stadion: Puskás Aréna, Boedapest Toeschouwers: 0 Scheidsrechter: Ivan Kružliak |
| 18 november 2020 «onderlinge duels» 20.45 (UTC+1) |                       |         |         | Stadion: Puskás Aréna, Boedapest Toeschouwers: 0 Scheidsrechter: Ivan Kružliak |
|                                                   |                       |         |         |                                                                                |

|                                                   |                                                           |         |         |                                                                                      |
| 18 november 2020 «onderlinge duels» 20.45 (UTC+1) | Servië                                                    | 5 – 0   | Rusland | Stadion: Rode Sterstadion, Belgrado Toeschouwers: 0 Scheidsrechter: Daniel Stefański |
| 18 november 2020 «onderlinge duels» 20.45 (UTC+1) | Radonjić 10' Jović 25', 45+1' Vlahović 41' Mladenović 64' | Verslag |         | Stadion: Rode Sterstadion, Belgrado Toeschouwers: 0 Scheidsrechter: Daniel Stefański |
| 18 november 2020 «onderlinge duels» 20.45 (UTC+1) |                                                           |         |         | Stadion: Rode Sterstadion, Belgrado Toeschouwers: 0 Scheidsrechter: Daniel Stefański |
| 18 november 2020 «onderlinge duels» 20.45 (UTC+1) |                                                           |         |         | Stadion: Rode Sterstadion, Belgrado Toeschouwers: 0 Scheidsrechter: Daniel Stefański |
|                                                   |                                                           |         |         |                                                                                      |

### Groep 4
| Pos | Team      | Wed | W | G | V | Ptn | DV | DT | +/− | Promotie of degradatie    |       | Vlag van Wales | Vlag van Finland | Vlag van Ierland | Vlag van Bulgarije |
| --- | --------- | --- | - | - | - | --- | -- | -- | --- | ------------------------- | ----- | -------------- | ---------------- | ---------------- | ------------------ |
| 1   | Wales     | 6   | 5 | 1 | 0 | 16  | 7  | 1  | +6  | Promotie naar divisie A   |       |                | 3 – 1            | 1 – 0            | 1 – 0              |
| 2   | Finland   | 6   | 4 | 0 | 2 | 12  | 7  | 5  | +2  |                           |       | 0 – 1          |                  | 1 – 0            | 2 – 0              |
| 3   | Ierland   | 6   | 0 | 3 | 3 | 3   | 1  | 4  | −3  |                           | 0 – 0 | 0 – 1          |                  | 0 – 0            |                    |
| 4   | Bulgarije | 6   | 0 | 2 | 4 | 2   | 2  | 7  | −5  | Degradatie naar divisie C |       | 0 – 1          | 1 – 2            | 1 – 1            |                    |

Wedstrijden
|                                                   |           |         |             | |
| 3 september 2020 «onderlinge duels» 21.45 (UTC+3) | Bulgarije | 1 – 1   | Ierland     | Stadion: Vasil Levski Nationaal Stadion, Sofia Toeschouwers: 0 Scheidsrechter: Manuel Schüttengruber |
| 3 september 2020 «onderlinge duels» 21.45 (UTC+3) | Kraev 56' | Verslag | 90+3' Duffy | Stadion: Vasil Levski Nationaal Stadion, Sofia Toeschouwers: 0 Scheidsrechter: Manuel Schüttengruber |
| 3 september 2020 «onderlinge duels» 21.45 (UTC+3) |           |         |             | Stadion: Vasil Levski Nationaal Stadion, Sofia Toeschouwers: 0 Scheidsrechter: Manuel Schüttengruber |
| 3 september 2020 «onderlinge duels» 21.45 (UTC+3) |           |         |             | Stadion: Vasil Levski Nationaal Stadion, Sofia Toeschouwers: 0 Scheidsrechter: Manuel Schüttengruber |
|                                                   |           |         |             | |

|                                                   |         |         |           |                                                                                     |
| 3 september 2020 «onderlinge duels» 21.45 (UTC+3) | Finland | 0 – 1   | Wales     | Stadion: Olympisch Stadion, Helsinki Toeschouwers: 0 Scheidsrechter: Daniel Siebert |
| 3 september 2020 «onderlinge duels» 21.45 (UTC+3) |         | Verslag | 80' Moore | Stadion: Olympisch Stadion, Helsinki Toeschouwers: 0 Scheidsrechter: Daniel Siebert |
| 3 september 2020 «onderlinge duels» 21.45 (UTC+3) |         |         |           | Stadion: Olympisch Stadion, Helsinki Toeschouwers: 0 Scheidsrechter: Daniel Siebert |
| 3 september 2020 «onderlinge duels» 21.45 (UTC+3) |         |         |           | Stadion: Olympisch Stadion, Helsinki Toeschouwers: 0 Scheidsrechter: Daniel Siebert |
|                                                   |         |         |           |                                                                                     |

|                                                   |                   |         |           |                                                                                        |
| 6 september 2020 «onderlinge duels» 14.00 (UTC+1) | Wales             | 1 – 0   | Bulgarije | Stadion: Cardiff City Stadium, Cardiff Toeschouwers: 0 Scheidsrechter: Fábio Veríssimo |
| 6 september 2020 «onderlinge duels» 14.00 (UTC+1) | N. Williams 90+4' | Verslag |           | Stadion: Cardiff City Stadium, Cardiff Toeschouwers: 0 Scheidsrechter: Fábio Veríssimo |
| 6 september 2020 «onderlinge duels» 14.00 (UTC+1) |                   |         |           | Stadion: Cardiff City Stadium, Cardiff Toeschouwers: 0 Scheidsrechter: Fábio Veríssimo |
| 6 september 2020 «onderlinge duels» 14.00 (UTC+1) |                   |         |           | Stadion: Cardiff City Stadium, Cardiff Toeschouwers: 0 Scheidsrechter: Fábio Veríssimo |
|                                                   |                   |         |           |                                                                                        |

|                                                   |         |         |            |                                                                             |
| 6 september 2020 «onderlinge duels» 17.00 (UTC+1) | Ierland | 0 – 1   | Finland    | Stadion: Avivastadion, Dublin Toeschouwers: 0 Scheidsrechter: Fabio Maresca |
| 6 september 2020 «onderlinge duels» 17.00 (UTC+1) |         | Verslag | 64' Jensen | Stadion: Avivastadion, Dublin Toeschouwers: 0 Scheidsrechter: Fabio Maresca |
| 6 september 2020 «onderlinge duels» 17.00 (UTC+1) |         |         |            | Stadion: Avivastadion, Dublin Toeschouwers: 0 Scheidsrechter: Fabio Maresca |
| 6 september 2020 «onderlinge duels» 17.00 (UTC+1) |         |         |            | Stadion: Avivastadion, Dublin Toeschouwers: 0 Scheidsrechter: Fabio Maresca |
|                                                   |         |         |            |                                                                             |

|                                                  |                  |         |       |                                                                                       |
| 11 oktober 2020 «onderlinge duels» 14.00 (UTC+1) | Ierland          | 0 – 0   | Wales | Stadion: Avivastadion, Dublin Toeschouwers: 0 Scheidsrechter: Anastasios Sidiropoulos |
| 11 oktober 2020 «onderlinge duels» 14.00 (UTC+1) | McClean 79', 84' | Verslag |       | Stadion: Avivastadion, Dublin Toeschouwers: 0 Scheidsrechter: Anastasios Sidiropoulos |
| 11 oktober 2020 «onderlinge duels» 14.00 (UTC+1) |                  |         |       | Stadion: Avivastadion, Dublin Toeschouwers: 0 Scheidsrechter: Anastasios Sidiropoulos |
| 11 oktober 2020 «onderlinge duels» 14.00 (UTC+1) |                  |         |       | Stadion: Avivastadion, Dublin Toeschouwers: 0 Scheidsrechter: Anastasios Sidiropoulos |
|                                                  |                  |         |       |                                                                                       |

|                                                  |                       |         |           |                                                                                          |
| 11 oktober 2020 «onderlinge duels» 19.00 (UTC+3) | Finland               | 2 – 0   | Bulgarije | Stadion: Olympisch Stadion, Helsinki Toeschouwers: 6.587 Scheidsrechter: Erik Lambrechts |
| 11 oktober 2020 «onderlinge duels» 19.00 (UTC+3) | Taylor 52' Jensen 67' | Verslag |           | Stadion: Olympisch Stadion, Helsinki Toeschouwers: 6.587 Scheidsrechter: Erik Lambrechts |
| 11 oktober 2020 «onderlinge duels» 19.00 (UTC+3) |                       |         |           | Stadion: Olympisch Stadion, Helsinki Toeschouwers: 6.587 Scheidsrechter: Erik Lambrechts |
| 11 oktober 2020 «onderlinge duels» 19.00 (UTC+3) |                       |         |           | Stadion: Olympisch Stadion, Helsinki Toeschouwers: 6.587 Scheidsrechter: Erik Lambrechts |
|                                                  |                       |         |           |                                                                                          |

|                                                  |            |         |         |                                                                                         |
| 14 oktober 2020 «onderlinge duels» 19.00 (UTC+3) | Finland    | 1 – 0   | Ierland | Stadion: Olympisch Stadion, Helsinki Toeschouwers: 7.900 Scheidsrechter: Lionel Tschudi |
| 14 oktober 2020 «onderlinge duels» 19.00 (UTC+3) | Jensen 66' | Verslag |         | Stadion: Olympisch Stadion, Helsinki Toeschouwers: 7.900 Scheidsrechter: Lionel Tschudi |
| 14 oktober 2020 «onderlinge duels» 19.00 (UTC+3) |            |         |         | Stadion: Olympisch Stadion, Helsinki Toeschouwers: 7.900 Scheidsrechter: Lionel Tschudi |
| 14 oktober 2020 «onderlinge duels» 19.00 (UTC+3) |            |         |         | Stadion: Olympisch Stadion, Helsinki Toeschouwers: 7.900 Scheidsrechter: Lionel Tschudi |
|                                                  |            |         |         |                                                                                         |

|                                                  |           |         |                 |                                                                                                |
| 14 oktober 2020 «onderlinge duels» 21.45 (UTC+3) | Bulgarije | 0 – 1   | Wales           | Stadion: Vasil Levski Nationaal Stadion, Sofia Toeschouwers: 478 Scheidsrechter: Aliyar Ağayev |
| 14 oktober 2020 «onderlinge duels» 21.45 (UTC+3) |           | Verslag | 85' J. Williams | Stadion: Vasil Levski Nationaal Stadion, Sofia Toeschouwers: 478 Scheidsrechter: Aliyar Ağayev |
| 14 oktober 2020 «onderlinge duels» 21.45 (UTC+3) |           |         |                 | Stadion: Vasil Levski Nationaal Stadion, Sofia Toeschouwers: 478 Scheidsrechter: Aliyar Ağayev |
| 14 oktober 2020 «onderlinge duels» 21.45 (UTC+3) |           |         |                 | Stadion: Vasil Levski Nationaal Stadion, Sofia Toeschouwers: 478 Scheidsrechter: Aliyar Ağayev |
|                                                  |           |         |                 |                                                                                                |

|                                                   |                  |         |                    |                                                                                               |
| 15 november 2020 «onderlinge duels» 18.00 (UTC+2) | Bulgarije        | 1 – 2   | Finland            | Stadion: Vasil Levski Nationaal Stadion, Sofia Toeschouwers: 0 Scheidsrechter: Donatas Rumšas |
| 15 november 2020 «onderlinge duels» 18.00 (UTC+2) | Iliev 68' (pen.) | Verslag | 7' Pukki 45+1' Lod | Stadion: Vasil Levski Nationaal Stadion, Sofia Toeschouwers: 0 Scheidsrechter: Donatas Rumšas |
| 15 november 2020 «onderlinge duels» 18.00 (UTC+2) |                  |         |                    | Stadion: Vasil Levski Nationaal Stadion, Sofia Toeschouwers: 0 Scheidsrechter: Donatas Rumšas |
| 15 november 2020 «onderlinge duels» 18.00 (UTC+2) |                  |         |                    | Stadion: Vasil Levski Nationaal Stadion, Sofia Toeschouwers: 0 Scheidsrechter: Donatas Rumšas |
|                                                   |                  |         |                    |                                                                                               |

|                                                 |            |         |                     |                                                                                       |
| 15 november 2020 «onderlinge duels» 17.00 (UTC) | Wales      | 1 – 0   | Ierland             | Stadion: Cardiff City Stadium, Cardiff Toeschouwers: 0 Scheidsrechter: Petr Ardeleánu |
| 15 november 2020 «onderlinge duels» 17.00 (UTC) | Brooks 67' | Verslag | 81', 90+4' Hendrick | Stadion: Cardiff City Stadium, Cardiff Toeschouwers: 0 Scheidsrechter: Petr Ardeleánu |
| 15 november 2020 «onderlinge duels» 17.00 (UTC) |            |         |                     | Stadion: Cardiff City Stadium, Cardiff Toeschouwers: 0 Scheidsrechter: Petr Ardeleánu |
| 15 november 2020 «onderlinge duels» 17.00 (UTC) |            |         |                     | Stadion: Cardiff City Stadium, Cardiff Toeschouwers: 0 Scheidsrechter: Petr Ardeleánu |
|                                                 |            |         |                     |                                                                                       |

|                                                 |         |       |           |                                                                               |
| 18 november 2020 «onderlinge duels» 19.45 (UTC) | Ierland | 0 – 0 | Bulgarije | Stadion: Avivastadion, Dublin Toeschouwers: 0 Scheidsrechter: Lawrence Visser |
| 18 november 2020 «onderlinge duels» 19.45 (UTC) | Verslag |       |           | Stadion: Avivastadion, Dublin Toeschouwers: 0 Scheidsrechter: Lawrence Visser |
| 18 november 2020 «onderlinge duels» 19.45 (UTC) |         |       |           | Stadion: Avivastadion, Dublin Toeschouwers: 0 Scheidsrechter: Lawrence Visser |
| 18 november 2020 «onderlinge duels» 19.45 (UTC) |         |       |           | Stadion: Avivastadion, Dublin Toeschouwers: 0 Scheidsrechter: Lawrence Visser |
|                                                 |         |       |           |                                                                               |

|                                                 |                                |         |                      |                                                                                          |
| 18 november 2020 «onderlinge duels» 19.45 (UTC) | Wales                          | 3 – 1   | Finland              | Stadion: Cardiff City Stadium, Cardiff Toeschouwers: 0 Scheidsrechter: Jesús Gil Manzano |
| 18 november 2020 «onderlinge duels» 19.45 (UTC) | Wilson 29' James 46' Moore 84' | Verslag | 12' Uronen 63' Pukki | Stadion: Cardiff City Stadium, Cardiff Toeschouwers: 0 Scheidsrechter: Jesús Gil Manzano |
| 18 november 2020 «onderlinge duels» 19.45 (UTC) |                                |         |                      | Stadion: Cardiff City Stadium, Cardiff Toeschouwers: 0 Scheidsrechter: Jesús Gil Manzano |
| 18 november 2020 «onderlinge duels» 19.45 (UTC) |                                |         |                      | Stadion: Cardiff City Stadium, Cardiff Toeschouwers: 0 Scheidsrechter: Jesús Gil Manzano |
|                                                 |                                |         |                      |                                                                                          |

## Eindstand
De eindstand werd bepaald op basis van de regels die de UEFA opstelde. Deze tabel begon bij nummer 17 omdat nummers 1 tot en met 16 genummerd zijn bij divisie A.
| Pos | Grp | Team          | Wed | W | G | V | Ptn | DV | DT | +/− |
| --- | --- | ------------- | --- | - | - | - | --- | -- | -- | --- |
| 17  | 4   | Wales         | 6   | 5 | 1 | 0 | 16  | 7  | 1  | +6  |
| 18  | 1   | Oostenrijk    | 6   | 4 | 1 | 1 | 13  | 9  | 6  | +3  |
| 19  | 2   | Tsjechië      | 6   | 4 | 0 | 2 | 12  | 9  | 5  | +4  |
| 20  | 3   | Hongarije     | 6   | 3 | 2 | 1 | 11  | 7  | 4  | +3  |
|     |     |               |     |   |   |   |     |    |    |     |
| 21  | 4   | Finland       | 6   | 4 | 0 | 2 | 12  | 7  | 5  | +2  |
| 22  | 1   | Noorwegen     | 6   | 3 | 1 | 2 | 10  | 12 | 7  | +5  |
| 23  | 2   | Schotland     | 6   | 3 | 1 | 2 | 10  | 5  | 4  | +1  |
| 24  | 3   | Rusland       | 6   | 2 | 2 | 2 | 8   | 9  | 12 | −3  |
|     |     |               |     |   |   |   |     |    |    |     |
| 25  | 2   | Israël        | 6   | 2 | 2 | 2 | 8   | 7  | 7  | 0   |
| 26  | 1   | Roemenië      | 6   | 2 | 2 | 2 | 8   | 8  | 9  | −1  |
| 27  | 3   | Servië        | 6   | 1 | 3 | 2 | 6   | 9  | 7  | +2  |
| 28  | 4   | Ierland       | 6   | 0 | 3 | 3 | 3   | 1  | 4  | −3  |
|     |     |               |     |   |   |   |     |    |    |     |
| 29  | 3   | Turkije       | 6   | 1 | 3 | 2 | 6   | 6  | 8  | −2  |
| 30  | 2   | Slowakije     | 6   | 1 | 1 | 4 | 4   | 5  | 10 | −5  |
| 31  | 4   | Bulgarije     | 6   | 0 | 2 | 4 | 2   | 2  | 7  | −5  |
| 32  | 1   | Noord-Ierland | 6   | 0 | 2 | 4 | 2   | 4  | 11 | −7  |

## Doelpuntenmakers
6 doelpunten
- Erling Braut Håland

5 doelpunten
- Eran Zahavi

3 doelpunten
- Fredrik Jensen

- Alexander Sørloth

2 doelpunten
- Teemu Pukki
- Adrian Grbić
- Michael Gregoritsch
- Artjom Dzjoeba

- Anton Mirantsjoek
- Ryan Christie
- Lyndon Dykes
- Luka Jović

- Aleksandar Mitrović
- Nemanja Radonjić
- Kenan Karaman
- Kieffer Moore

1 doelpunt
- Dimitar Iliev
- Bozhidar Kraev
- Robin Lod
- Robert Taylor
- Zsolt Kalmár
- Norbert Könyves
- Nemanja Nikolić
- Roland Sallai
- Dávid Sigér
- Dominik Szoboszlai
- Kevin Varga
- Shane Duffy
- Ilay Elmkies
- Manor Solomon
- Liam Boyce
- Josh Magennis
- Patrick McNair
- Gavin Whyte
- Mohamed Elyounoussi
- Ghayas Zahid
- Christoph Baumgartner

- Karim Onisiwo
- Marcel Sabitzer
- Louis Schaub
- Alessandro Schöpf
- Denis Alibec
- Eric Bicfalvi
- Dragoș Grigore
- Alexandru Maxim
- George Pușcaș
- Mário Fernandes
- Vjatsjeslav Karavajev
- Daler Koezjajev
- Magomed Ozdojev
- Denis Tsjerysjev
- Ryan Fraser
- Sergej Milinković-Savić
- Filip Mladenović
- Dušan Vlahović
- Michal Ďuriš
- Ján Greguš
- Marek Hamšík

- Róbert Mak
- Ivan Schranz
- Vladimír Coufal
- Vladimír Darida
- Bořek Dočkal
- Michael Krmenčík
- Zdeněk Ondrášek
- Jakub Pešek
- Tomáš Souček
- Matěj Vydra
- Hakan Çalhanoğlu
- Cenk Tosun
- Ozan Tufan
- Cengiz Ünder
- David Brooks
- Daniel James
- Jonny Williams
- Neco Williams
- Harry Wilson

Eigen doelpunt
- Joel Abu Hanna (tegen Tsjechië)

- Stuart Dallas (tegen Noorwegen)